# Кастри, Шарль де
Шарль Эжен Габриэль де ла Круа, маркиз де Кастри, граф де Шарлу и пр. (фр. Charles Eugène Gabriel de La Croix, marquis de Castries; 25 февраля 1727, Париж — 11 января 1801, Вольфенбюттель) — французский военачальник, маршал Франции (1783).

## Биография

### Происхождение
Из старинной аристократической семьи, происходившей из города Монпелье в Лангедоке на юге Франции, и известной с XIV века. К концу жизни имел один титул маркиза, один титул графа, три баронских титула и две сеньории. Отец будущего маршала, Жозеф Франсуа де ла Круа де Кастри (1663—1728) занимал различные должности на государственной службе, в частности, был губернатором и сенешалем в родном Монпелье. Мать, Мария Франсуаза де Леви де Шарлу (1698—1728) была дочерью военачальника герцога Леви.

### Карьера в армии
В 1739 году 12-летний Шарль Эжен был записан на службу в пехотный полк Короля и в 1742 году, в 15 лет, был уже лейтенантом.
В силу знатности, связей, и незаурядных способностей, карьера Кастри развивалась чрезвычайно быстро. В 1756 году он, в чине генерал-майора, возглавил экспедиционный корпус в Вест-Индии, в частности, на острове Санта-Люсия. Столица острова, сегодня являющегося независимым государством, доныне носит его имя — Кастри. В ходе Семилетней войны Кастри отличился в битве при Росбахе, где получил два ранения. В 1758 году он был произведён в генерал-лейтенанты. В битве при Клостеркампене (1760 год) решительные действия Кастри изменили исход сражения.
В 1761 году он унаследовал большое состояние от своего дяди, маршала Бель-Иля, что позволило ему, в частности, перестроить свой особняк в Париже (особняк сохранился). В 1762 году Кастри стал кавалером ордена Святого Духа, а в 1763 году был назначен губернатором Фландрии. С 1770 по 1788 год носил почётную должность капитан-лейтенанта роты королевских шотландских жандармов.

### Карьера на флоте

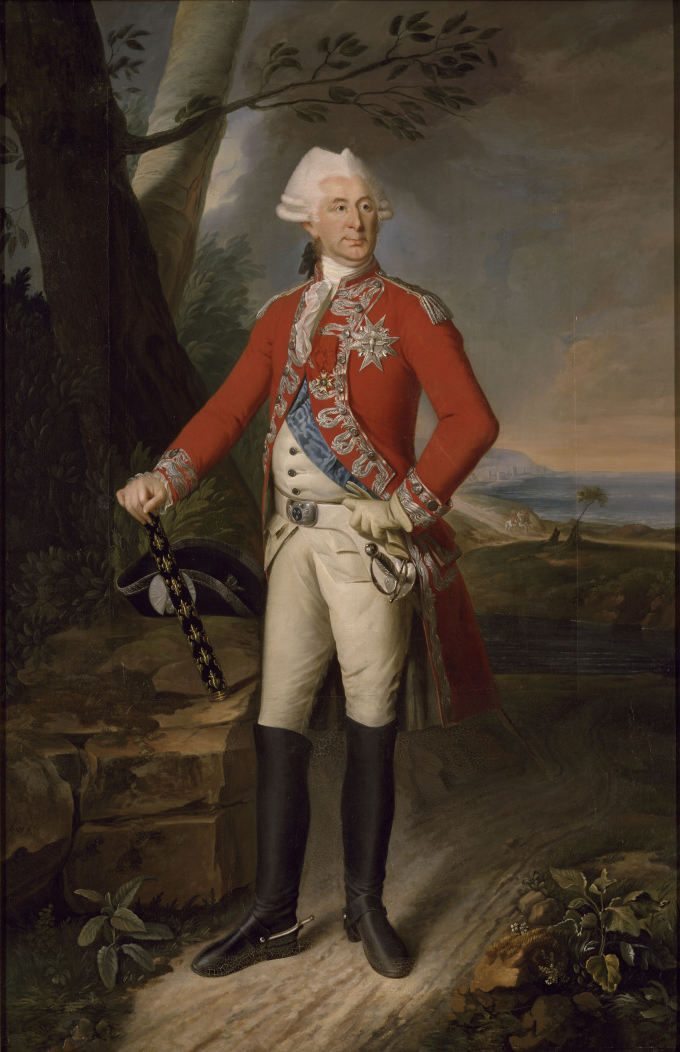
Портрет маршала Кастри работы Жозефа Бозе.

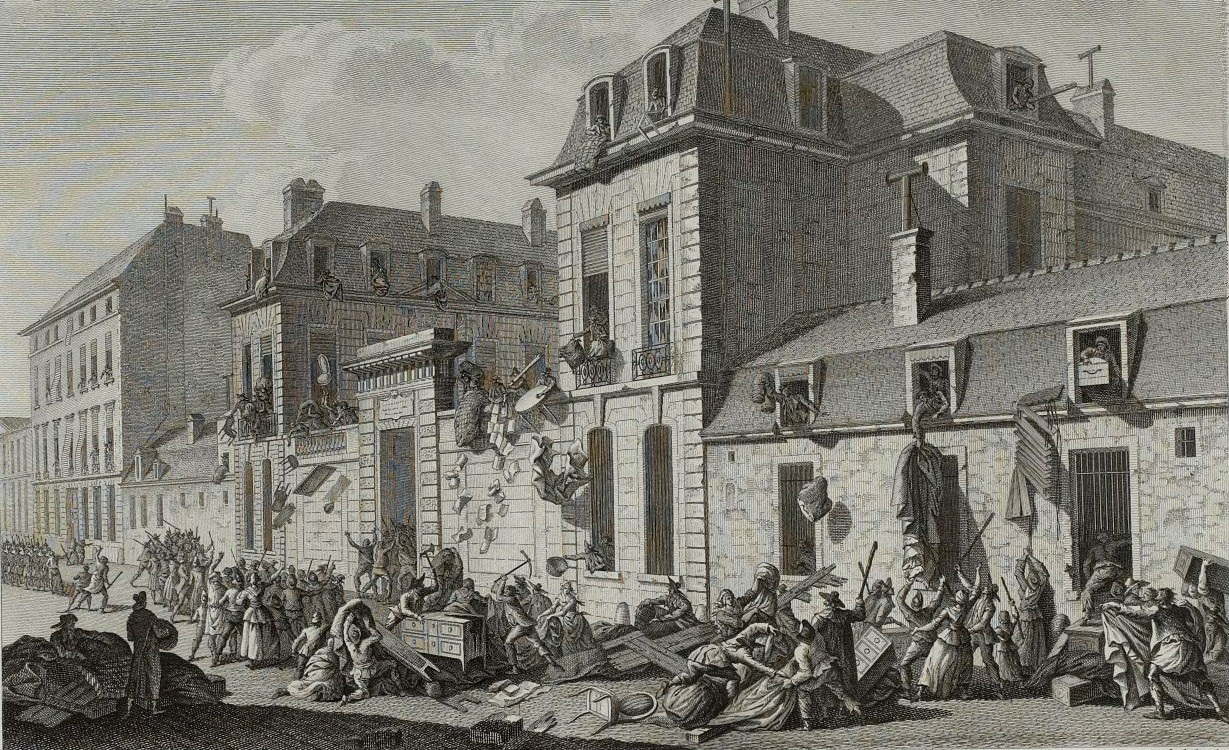
Революционная толпа громит парижский особняк Кастри.

13 октября 1780 года де Кастри, по рекомендации своего друга, известного политика Жака Неккера, был назначен государственным секретарем (министром) по делам Военно-морского флота. Кастри проработал в этой должности семь лет: до 24 августа 1787 года. Его действия разворачиваются на нескольких фронтах: во-первых, в рамках Американской войны за независимость, в которой Франция решительно выступила на стороне США, он реорганизует флот и добивается принятия новой стратегии действий на море, которая приводит к крупным успехам. Во-вторых, когда Англия объявила войну Голландии, Кастри послал корабли в Капскую колонию (совр. ЮАР), чтобы предупредить её жителей об опасности. Эти корабли под командованием знаменитого Сюффрена должны были затем присоединиться к французской эскадре Индийского океана. Кастри надеялся отвоевать некоторые территории в Индийском океане, ранее принадлежавшие Франции, у англичан, и это удалось частично исполнить. Кроме того, Кастри удалось реорганизовать управление Маскаренскими островами, остававшимися под контролем Франции после неудачной для французов Семилетней войны.
Кастри также неутомимо работает над обновлением материально-технической базой флота. Им были утверждены типовые проекты линейных кораблей: 74-х, 80-ти и 118-ти пушечных. Корабли по этим проектам продолжали строиться даже в первые десятилетия XIX века.
Кастри также организовывал и финансировал морские научные экспедиции в отдалённые края земли, в том числе, экспедиции Лаперуза. Именно Лаперуз открыл и назвал именем Кастри залив на Дальнем Востоке России (ныне — залив Чихачёва), на берегу которого сегодня находится посёлок и морской порт Де-Кастри.
В 1783 году, за свои заслуги в руководстве флотом, де ла Круа де Кастри получил звание маршала Франции.
С именем Кастри, который не был моряком, но оказался талантливым и неутомимым организатором, связан, возможно, величайший расцвет французского военно-морского флота, когда Франция на равных конкурировала с Англией за контроль над морями, а французский флот нанёс англичанам ряд чувствительных поражений. Французские военные моряки и исследователи бороздили на своих кораблях самые далёкие моря. Офицерский корпус флота, в основном сформированный из небогатых но родовитых дворян, среди которых было немало уроженцев приморских провинций Бретань и Вандея, считался блистательным. Спустя всего пару лет после увольнения Кастри, французский флот в штыки воспринял события революции. Значительная часть офицеров эмигрировали, тогда как другие сошли на берег, для того, чтобы возглавить знаменитый Вандейский мятеж. От этой потери офицерского состава французский флот, в отличие от армии, не оправился, и в дальнейшем терпел унизительные поражения от англичан, которые компенсировались лишь блистательными победами на суше.
В политическом плане Кастри был просвещённым консерватором. В своей записке обращённой к королю (1785) он писал, что проблемы монархии сводятся к недостаточной решительности и твёрдости управления.

## Революция и эмиграция
В 1787 году Кастри был уволен с поста министра, а летом 1789 году отказался вернуться, несмотря на прямую просьбу короля. Уже осенью (20 октября 1789 года) Кастри покинул Францию и присоединился к Неккеру в Коппе. Он поступил в так называемую армию Конде или армию Принцев, состоявшую из французских эмигрантов, которые вместе с пруссаками и австрийцами сражались против сторонников революции во время событий революционных войн. Маршал Кастри, наряду с маршалом герцогом де Брольи, был одним из ключевых руководителей армии. Кастри безусловно поддерживал претензии графа Прованского, будущего Людовика XVIII, на французский престол и какое-то время возглавлял его канцелярию.
Кастри скончался в городе Вольфенбюттель в 1801 году.
Одним из его потомков был французский генерал Кристиан де Кастри, известный своим участием во Вьетнамской войне.

## Награды
- Орден Святого Духа (1762).
- Действительный член Французской академии наук (почётное членство; 1788).

## Семья
В 1743 году женился на Габриели-Изабо-Терезе, дочери герцога де Флёри.
В браке родились сын, Шарль де ла Круа де ла Кастри (фр.; 1756-1842), известный своей дуэлью с депутатом Ламетом (фр.), и дочь, Аделаида Мария.